# سردورون (مارغون)
سردورون (بالفارسية: سردورون) هي قرية تقع في إيران في قسم مارغون الريفي.